# Sobral da Serra
Sobral da Serra is een plaats (freguesia) in de Portugese gemeente Guarda en telt 228 inwoners (2001).